# BAPCo
BAPCo (Business Applications Performance Corporation) ist ein Non-Profit-Konsortium. Es entwickelt Software, mit der die Leistungsfähigkeit von PCs beurteilt und verglichen werden kann (sog. Computer-Benchmarking).
Zu BAPCo gehören folgende Unternehmen: ARCintuition, Atheros Communications, CNET, Compal, Dell, Hewlett-Packard, Intel, Lenovo, Microsoft, Samsung, SanDisk, Seagate, Sony, Toshiba, VNU Business Publications Limited (UK), ZDNet, und Ziff Davis. AMD gab am 21. Juni 2011 bekannt, BAPCo zu verlassen und zukünftig die SYSmark 2012 Benchmarks nicht anzuwenden, ebenso Nvidia und VIA Begründet wird dies damit, dass der CPU-Hersteller Intel das Konsortium dominiert und durch GPGPU profitierende Anwendungsschritte nicht genügend Beachtung finden. Im GPGPU-Sektor sind AMD und Nvidia zu diesem Zeitpunkt dem Unternehmen Intel überlegen.
Die BAPCo-Benchmarks SysMark und MobileMark bestehen aus einer Vielzahl Applikationen, welche im Alltag eingesetzt werden. Ein Testlauf simuliert alltägliche Anwendungsszenarien, die somit ein Zusammenspiel aller PC-Komponenten berücksichtigt im Gegensatz zum einfachen Leistungstest einzelner Komponenten. Je schneller ein System diese Szenarien bewältigt, desto geeigneter ist es für diesen Anwendungsfall. MobileMark misst darüber hinaus die Akkulaufzeit von mobilen Geräten. Der Benchmark EEcoMark kann zur Messung des Energieverbrauchs von PCs genutzt werden.